# Зиляхово (дем)
 Тази статия е за административната единица.  За селото, на която е кръстена, вижте Зиляхово.  
Зиляхово (на гръцки: Δήμος Νέας Ζίχνης, Димос Неас Зихнис) е дем в област Централна Македония на Република Гърция. Демът обхваща 20 села и един манастир в историко-географската област Зъхна в Източна Македония. Център на дема е едноименното село Зиляхово.

## Селища
Дем Зиляхово е създаден на 1 януари 2011 година след обединение на две стари административни единици – демите Алистрат и Зиляхово по закона Каликратис.

### Демова единица Алистрат
Според преброяването от 2001 година дем Алистрат (Δήμος Αλιστράτης) има население от 4121 души. В дема влизат следните демови секции и населени места:
- Демова секция Алистрат (2764)

- село Алистрат (на гръцки Αλιστράτη, Алистрати)
- Алистратски манастир „Света Неделя“ (на гръцки Ιερά Μονή Αγίας Κυριακής)

- Демова секция Гара Ангиста

- Гара Ангиста (на гръцки Σταθμός Αγγίστης, Статмос Ангистис)

- Демова секция Грачен

- село Грачен (Грачани, на гръцки Αγιοχώρι, Агиохори)

- Демова секция Драчево

- Гара Драчево (на гръцки Σταθμός Λευκοθέας, Статмос Левкотеас)

- Демова секция Мандилево

- село Мандилево (Мандилово, на гръцки Μανδήλι, Мандили)

- Демова секция Скрижово

- село Скрижово (Скрижево, на гръцки Σκοπιά, Скопия)

### Демова единица Зиляхово
Според преброяването от 2001 година дем Зиляхово има население от 10 952 души. В дема влизат следните демови секции и населени места:
- Демова секция Зиляхово

- село Зиляхово (или Зеляхово, на гръцки Νέα Ζίχνη, Неа Зихни)

- Демова секция Анастасия

- село Анастасия (понякога Анасташа, Αναστασία)

- Демова секция Здравик

- село Здравик (Δραβήσκος, Дравискос)

- Демова секция Доксамбос

- село Доксамбос (или Доксомбос, Μύρκινος, Миркинос)

- Демова секция Каратопрак

- село Каратопрак (Μαυρόλοφος, Мавролофос)

- Демова секция Клепушна

- село Клепушна (Αγριανή, Агряни)

- Демова секция Кочак

- село Кочак (или Кочан, Μυρρίνη, Мирини)

- Демова секция Порна

- село Порна (Γάζωρος, Газорос)

- Демова секция Рахово

- село Рахово (Μεσορράχη, Месорахи)

- Демова секция Сфелинос

- село Сфелинос (Σφελινός)

- Демова секция Толос

- село Толос (Θολός)

- Демова секция Хорвища

- село Хорвища (или Хорвище, Хоравище, Оравище, на гръцки Άγιος Χριστόφορος, Агиос Христофорос)

- Демова секция Чанос

- село Чанос (Νέα Πέτρα, Неа Петра)

- Демова секция Чепелджа

- село Чепелджа (или Чепелдже, Δήμητρα, Димитра)